# Loukh
 (novembre 2014).
Si vous disposez d'ouvrages ou d'articles de référence ou si vous connaissez des sites web de qualité traitant du thème abordé ici, merci de compléter l'article en donnant les références utiles à sa vérifiabilité et en les liant à la section « Notes et références ».
Loukh (Лух) est une commune urbaine en Russie, qui se situe dans l'oblast d'Ivanovo. C'est le siège administratif de l'établissement urbain du même nom.

## Population
Recensements (*) ou estimations de la population
| 1872  | 1897* | 1939* | 1959* | 1970* | 1979* |
| ----- | ----- | ----- | ----- | ----- | ----- |
| 1 973 | 1 965 | 2 765 | 2 717 | 3 621 | 3 919 |

| 1989* | 2002* | 2010* | 2013  | 2014  | 2017  |
| ----- | ----- | ----- | ----- | ----- | ----- |
| 3 603 | 3 268 | 3 024 | 2 924 | 2 888 | 2 762 |

| 2019  | 2021  | - | - | - | - |
| ----- | ----- | - | - | - | - |
| 2 652 | 2 572 | - | - | - | - |

## Patrimoine
- Ensemble d'architecture sacrée inscrit au patrimoine (XVIIe-XVIIIe) consistant en l'église de la Résurrection, l'église de l'Assomption et la collégiale de la Trinité.
- Musée de l'ingénieur russe du XIXe siècle, inventeur et créateur du soudage à l'arc électrique des métaux, Nikolaï Benardos, qui a vécu et travaillé à Loukh.
- Anciens ravins de défense des XIVe et XVe siècles, arcades commerciales, ancienne maison du boyard et diplomate Artamon Matveïev, et maison de l'administration municipale.

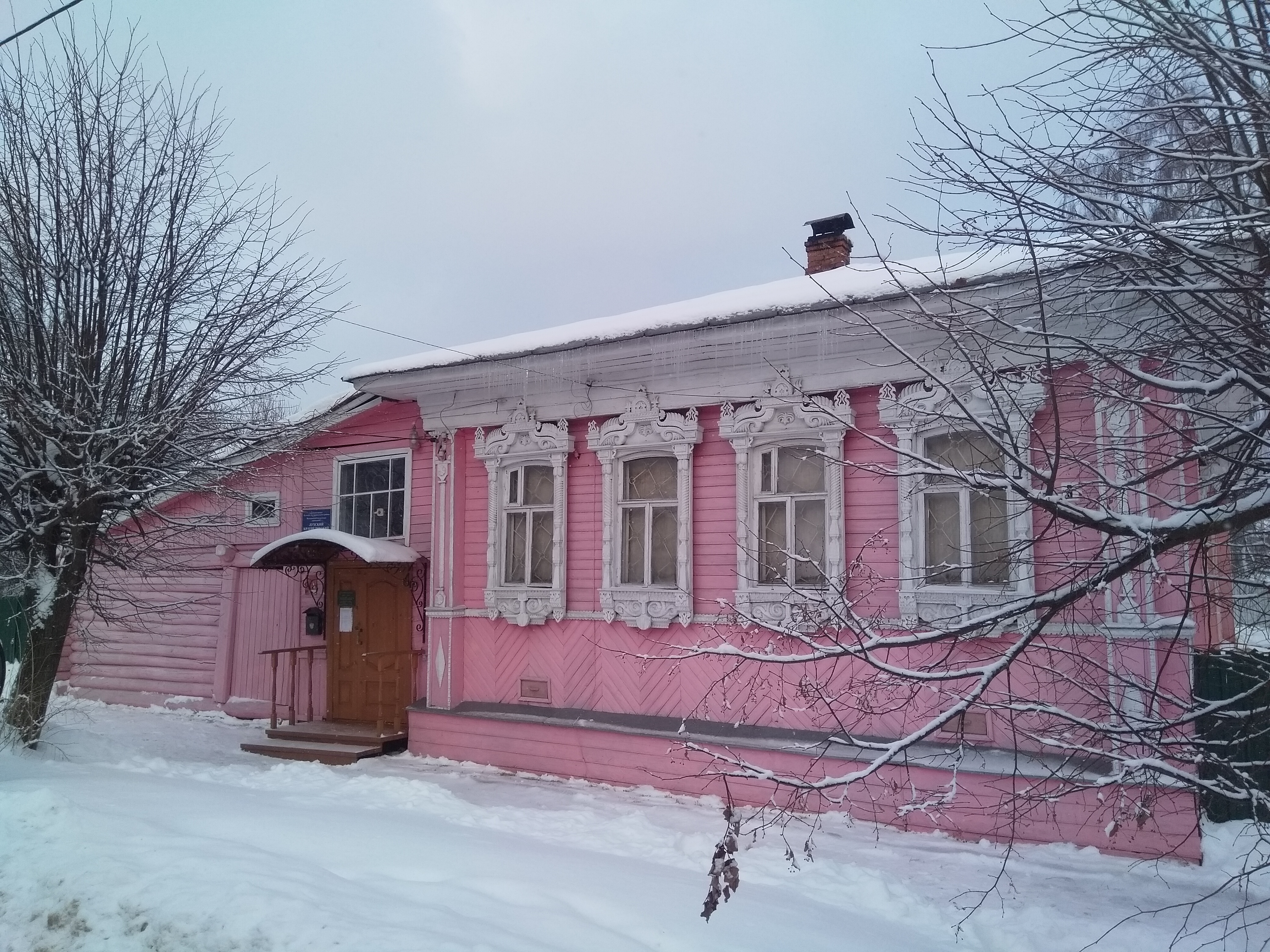
Musée d'histoire Benardos de Loukh.